# كأس أذربيجان 2011–12
كأس أذربيجان 2011–12 (بالأذرية: 2011-12 Azərbaycan Kuboku)‏ هو الموسم 20 من كأس أذربيجان. أقيم خلال الفترة 26 أكتوبر 2011 وحتى 17 مايو 2012، وأشرف على تنظيمه اتحاد أذربيجان لكرة القدم، وكان عدد الأندية المشاركة فيه 21، وفاز فيه نادي باكو.